# Arthur de Gobineau
Joseph Arthur, hrabia de Gobineau (ur. 14 lipca 1816 w Ville-d’Avray, zm. 13 października 1882 w Turynie) – francuski dyplomata, pisarz i filozof; uchodzi za twórcę doktryny rasizmu.

## Poglądy rasowe
Twórca „chemii” ras i „teologii moralnej”. O wszystkim decyduje czystość rasowa – im czystsza rasa i więcej ludzi o pożądanych cechach, tym wartościowsza cywilizacja w danym państwie. Rozwój społeczeństwa zależy od czystości rasy i zdolności wrodzonych. Swoje poglądy na temat przyczyn rozwoju i zahamowań różnych narodów wysnuł podczas podróży z racji pełnionej funkcji dyplomaty. Odrzucił czynniki geograficzne jako kształtujące ludzi a skupił się na zagadnieniu antropologiczno-rasowym.
Podzielił hierarchicznie rasy:
- rasa biała – inaczej rasa aryjska; miała się charakteryzować cechami biologicznymi takimi jak: niebieskie oczy, włosy blond i wysoki wzrost. Psychicznie cechować miały tę rasę: wysoka inteligencja, mała zmysłowość, zdolność dobrej organizacji otoczenia (urodzeni władcy), jak też swojego wnętrza, energiczność, wiara w honor, poczucie bezinteresowności, męstwo, wojowniczość, zmysł ładu i harmonii, ambiwalentność oraz racjonalizm;
- rasa żółta – jako rasa męska fizycznie prezentowała się jako ludzie średniego wzrostu o ciemnych włosach i oczach. Psychika wiąże się z wytrwałością, praktycznym podejściem, utylitaryzmem, pozbawieniem  skłonności do fantazji i idealizmu oraz średnim poziomem inteligencji. Gobineau określił ją więc jako rasę kupców;
- rasa czarna – określona rasą kobiecą z uwagi na uczuciowość, dużą pobudliwość, zmysłowość, poświęcenie uwagi estetyce, fantazję, uzdolnienia artystyczne. Jako władcy nie mieliby się sprawdzać z powodu słabej woli oraz niezdolności do samodzielnej organizacji własnego życia i otoczenia.

Indie (gdzie rasa aryjska zabezpieczona była systemem kastowym, chroniącym przed wymieszaniem i degeneracją) i Chiny zachowały czystość rasową, stąd niezmienność kultury tamtych cywilizacji. W epoce starożytnej w Europie dziełem Aryjczyków miały być cywilizacje rzymska i grecka, przy czym ta ostatnia zatraciła talent polityczny w wyniku stopniowego mieszania z rasą czarną. Podobny los miał spotkać inne starożytne cywilizacje, które w wyniku mieszania się zatracały zasadnicze cechy rasy aryjskiej. Z mieszaniny tejże rasy (Germanie) w Europie z niższymi rasami tubylczymi powstała burżuazja. W mieszaniu się ras upatrywał stopniowy upadek cywilizacji łacińskiej. Ludy Europy Środkowo-Wschodniej uważał za ludy aryjskie, z tym, że twierdził, że są bardziej wymieszane niż np. ludy skandynawskie i dlatego są mniej aryjskie.
Przejawem zatracania aryjskości w opinii Gobineau była demokracja, pozwalająca sprawować władzę także przez ludzi do tego nieprzygotowanych. Sprawiało to, że uzdolnienia organizatorskie w tym zakresie traciły stopniowo na znaczeniu.
Za głównych przedstawicieli najszlachetniejszej według niego rasy aryjskiej uważał nie Niemców, ale Skandynawów. W jego ojczyźnie zaś aryjskość najlepiej mieli reprezentować francuscy arystokraci pochodzenia ario-germańskiego.

## Dzieła
- (1853-1855) – Szkice o nierówności ras ludzkich – wydany w czterech tomach, zawiera zasadnicze poglądy rasowe Gobineau;
- (1877) – Odrodzenie (La Renaissance) – powieść.